# Roundnet
A roundnet egy dinamikus és gyors ütemű ütős labdajáték, amelyet két kétfős csapat játszik egy speciális, kisméretű trambulinra emlékeztető háló körül. A játék szabályai hasonlítanak a strandröplabdához, de a játéktér 360 fokos, azaz nincs kijelölt térfél, és a csapatok szabadon mozoghatnak a háló körül. A sport lényege a gyors reakció, az ügyesség és a csapatmunka, amely egyaránt kihívást és élvezetet nyújt minden korosztály számára.

## Története
A roundnetet az 1980-as évek végén találta fel Jeff Knurek, de igazán népszerűvé a 2000-es években vált, különösen az Egyesült Államokban. A sportág robbanásszerű növekedése az utóbbi években történt, elsősorban az olyan márkák és szervezetek révén, mint a Spikeball Inc., amely világszerte elterjesztette a játékot.
2008-ban Chris Ruder megalapította a Spikeball Inc. nevű vállalatot, amely modernizálta a játékot, és új eszközöket fejlesztett ki. A sport ezt követően dinamikus növekedésnek indult, különösen az Egyesült Államokban és Európában.
2014-ben a Spikeball megjelent a népszerű amerikai befektetői műsorban, a Shark Tankben, amely jelentős lendületet adott a sport elterjedésének. Az ezt követő években különböző szervezetek és egyesületek alakultak, hogy hivatalossá tegyék a sportot, és szabályrendszerét tovább fejlesszék.

## Játékszabályok
- A játékot egy 90 cm átmérőjű hálóval és egy kis, felfújható gumilabdával játsszák.
- A kezdő szervát az egyik csapat egyik tagja üti a hálóra.
- A csapatok maximum három érintéssel próbálják visszajátszani a labdát a hálóra, hasonlóan a röplabdához.
- A labda bármilyen irányban pattanhat, a cél az, hogy az ellenfél ne tudja visszajátszani.
- Ha a labda a földre esik, a háló széléhez ér, vagy többször pattan a hálón, akkor pontot kap az ellenfél.
- A mérkőzések általában 11, 15 vagy 21 pontig tartanak, a csapatoknak legalább kétpontos különbséggel kell nyerniük.

## Felszerelés
A játékhoz szükséges felszerelés:
- Roundnetháló: Egy kör alakú, rugalmas anyagból készült, állványzatra feszített háló.
- Labda: Kisméretű, puha, könnyű, felfújható labda.
- Játéktér: A roundnet bármilyen sík terepen játszható, például homokon, füvön vagy tornateremben.

## A roundnet világszerte
A roundnet rohamosan fejlődik és egyre több országban jelenik meg, saját nemzeti bajnokságokkal és világbajnoksággal. A Roundnet International Federation (RIF) 2018-ban alakult meg, hogy összefogja a sportág fejlődését.
Néhány meghatározó esemény a sportágban:
- Roundnet-világbajnokság – Nemzetközi verseny, amelyen a világ legjobb csapatai vesznek részt.
- Európa-bajnokság – A kontinens legjobb roundnetjátékosainak megmérettetése.
- Országos bajnokságok – Egyre több országban rendeznek profi és amatőr versenyeket.

## Roundnet Magyarországon
Magyarországon is egyre nagyobb népszerűségnek örvend a sportág. A Magyar Roundnet Szövetség célja a sport népszerűsítése, versenyek szervezése és a nemzetközi eseményeken való részvétel elősegítése. Hazai egyetemeken, sportklubokban és strandokon is egyre többen játsszák. 

## Érdekességek
- A sportágat sokan spikeball néven ismerik, bár ez egy konkrét márkanév, nem pedig maga a sport neve.
- A játék egyszerűsége miatt könnyen tanulható, és szórakoztató mind kezdők, mind haladók számára.
- A roundnet egyike a legdinamikusabban fejlődő új sportágaknak világszerte.